# Фофан (буква)

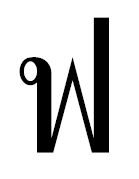

Фофан (тайск. ฟัน, фан — «зуб») — фо, 31-я буква тайского алфавита, в инициали слога обозначает глухой губно-зубной спирант, в лаосском алфавите соответствует букве фофай (огонь). Как инициаль относится к аксонтамкху (парная нижнего класса), как финаль относится к матре мекоп. На клавиатуре соответствует клавише рус.  «Ф».

## Известные слова на фофан
- Фанну — тайский диакритический знак.